# L'escorpí
"L'escorpí" (títol original en anglès "Scorpion") és el 26è i últim episodi de la tercera temporada, així com el primer episodi de la quarta temporada,i el 68è i el 69è del total de la sèrie de televisió de ciència-ficció estatunidenca Star Trek: Voyager. El guió fou escrit per Brannon Braga i Joe Menosky, i fou dirigit per  David Livingston (part I) i Winrich Kolbe (part II). La primera part fou emesa a la televisió el 21 de maig de 1997 i la segona part el 3 de setembre de 1997 a la cadena UPN.
Ambientada al segle XXIV, la sèrie segueix les aventures de la tripulació de la Flota Estel·lar i els Maquis de la nau estel·lar USS Voyager després de quedar encallats al Quadrant Delta a desenes de milers d’anys llum de distància de la resta de la Federació. En aquests episodis, la nau estel·lar USS Voyager fa un "pacte amb el diable" (és a dir, els Borg) per combatre un nou enemic que representa una greu amenaça per a tots dos. Suposa la introducció del dron Borg Set de Nou i l'Espècie 8472 a la sèrie.
El títol és una al·lusió a la història de l'Escorpí i la Granota, que Chakotay explica a Janeway (substituint la granota per una guineu) com a advertència contra els intents de cooperar amb els Borg.

## Argument

### Part 1
La Voyager s'acosta al territori Borg. El territori cobreix milers de sistemes estel·lars i és massa gran per voltar-lo, però troben un camí estret a través del sector que els Borg eviten probablement a causa de les nombroses distorsions gravimètriques que hi ha. L'equip superior està d'acord que és millor navegar per aquest camí, anomenat el Pas del Nord-oest, que enfrontar-se directament als Borg. La capitana Janeway ordena els preparatius per a una trobada amb els Borg. Mentre ajuda el Doctor a crear anticossos per desactivar l'assimilació dels Borg, la Kes té una breu visió d'una pila de cadàvers Borg. Comença a experimentar-ne diversos més, tots basats en la destrucció dels Borg i la Voyager.
A mesura que s'acosten al Pas del Nord-oest, quinze cubs Borg viatgen cap a ells a gran velocitat, però els ignoren i els superen. Poc després, els escanejos indiquen que els cubs han estat destruïts ràpidament. Janeway ordena a la nau que torni per investigar. Descobreixen que una bionau està connectada a una part del casc d'un Borg. Un equip s'hi transporta per descobrir una pila de cadàvers Borg, tal com havia vist Kes, i rugits alienígenes en altres llocs de la nau. Mentre intenten buscar la font, Kes té una altra visió, aquesta vegada de l'alferes Harry Kim sent atacat. Janeway ordena una teletransportació d'emergència just quan una criatura semblant a un insecte ataca Kim. La bionau es desprèn del casc i dispara a la "Voyager" mentre fugen de la zona, i l'accident afecta negativament la nau. Kes informa que sent una veu que diu: "Els febles periran".
Janeway ordena a la tripulació que continuï el rumb cap al Pas del Nord-oest. L'anàlisi dels registres dels Borg mostra que l'espècie alienígena està catalogada com a Espècie 8472 i que ja ha derrotat els Borg moltes vegades abans. El Doctor aconsegueix eliminar la infecció alienígena al cos de Kim utilitzant nanosondes Borg modificades. Finalment, la «Voyager» arriba al Pas del Nord-oest, només per trobar una flota de bionaus esperant, amb més que emergeixen d'una singularitat quàntica. Després de moure's a una distància segura, el personal sènior discuteix les seves opcions. Janeway proposa una aliança temporal amb els Borg per afrontar una amenaça comuna, oferint la cura del Doctor per a la infecció de l'Espècie 8472 com a moneda de canvi. El personal sènior dubta, però coincideix que és la seva única opció.
La Voyager viatja a un món proper ocupat pels Borg i es troba amb un cub Borg. Janeway anuncia les seves intencions i els Borg la teletransporten a la seva nau, on comença les negociacions. Aleshores, una flota de bionaus apareix a prop i destrueix el planeta Borg. El Cub Borg, amb la Voyager a remolc, escapa per poc de la seva destrucció.

### Part 2
Els Borg accepten l'oferta de Janeway de les nanosondes modificades a canvi d'un pas segur pel seu espai, i ella i Tuvok comencen a parlar. Tanmateix, els Borg troben que la comunicació verbal és ineficient i intenten connectar una sonda neuronal a Janeway. Janeway els atura suggerint que triïn un Borg representatiu perquè ella parli, al·legant que ho van fer una vegada abans quan van convertir el Capità Picard en Locutus. Un dron que es fa dir Set de Nou emergeix com a representant escollit. Mentre discuteixen la integració de les nanosondes a l'armament, apareix una bionau i obre foc contra les naus, ferint Janeway. Els Borg transporten Janeway, Tuvok, Set i diversos drons a una de les bodegues de càrrega de la Voyager  abans d'estavellar la bionau amb el cub, destruint-los tots dos. Les lesions de Janeway són tan greus que necessita ser sedada i sotmesa a una neurocirurgia urgent; abans que ho sigui, fa prometre a Chakotay que mantindrà l'aliança.
Set s'assabenta pel Col·lectiu que l'Espècie 8472 ha matat milions de Borg i diversos planetes al mig del seu territori, i exigeix a Chakotay que ordeni a la "Voyager" que l'ajudi. Chakotay s'hi nega, ja que això la desviaria significativament del seu curs, i declara les seves intencions de deixar els Borg encallats en un planeta de classe M per ser recollits més tard. Set aconsegueix accedir al plat deflector de la nau des de la bodega de càrrega i l'utilitza per crear una esquerda subespacial. Chakotay ordena que es despressuritzi la bodega de càrrega, llançant tots els drons a l'espai excepte Set, que aconsegueix quedar-se. Tot i que la tripulació recupera el control del plat, l'esquerda ha crescut prou com per atreure la "Voyager" cap a ella.
La "Voyager" es troba en un "espai fluid", un lloc ple de líquid on s'origina l'Espècie 8472. Set afirma a Chakotay que, com que es va negar a ajudar, la "Voyager" ha d'enfrontar-se a l'Espècie 8472 sola, revelant que els Borg van iniciar la guerra quan van intentar assimilar-los. La seva discussió s'atura quan Janeway anuncia que s'ha recuperat i reprèn el comandament de la "Voyager". Ella fa tancar Chakotay al calabós per desobeir ordres (però en realitat per apaivagar Set) i continua treballant en l'arma, ja que es detecten diverses bionaus dirigint-se cap a elles. Les modificacions es completen a temps i aconsegueixen destruir les naus atacants.
Set inverteix el procés que va portar la "Voyager" a l'espai fluidic, però la nau apareix al mig d'una flota de bionaus. Ràpidament tornen a aplicar les seves modificacions a una arma a gran escala que destrueix la major part de la flota enemiga i obliga la resta a fugir amb l'Espècie 8472 retirant-se al seu regne "en massa", posant fi a la guerra. Set llavors es gira cap a la tripulació de la "Voyager" i intenta assimilar les consoles. La tripulació s'ha preparat per a això: Chakotay utilitza un relé neuronal per distraure Set el temps suficient perquè Torres electrifiqui la consola, deixant Set inconscient i trencant la seva connexió amb el Col·lectiu. La "Voyager" reprèn el seu curs cap al Quadrant Alfa amb un Set inconscient a bord.

## Actors convidats
- Jennifer Lien (part II) - Kes
- John Rhys-Davies – Leonardo da Vinci

## Recepció

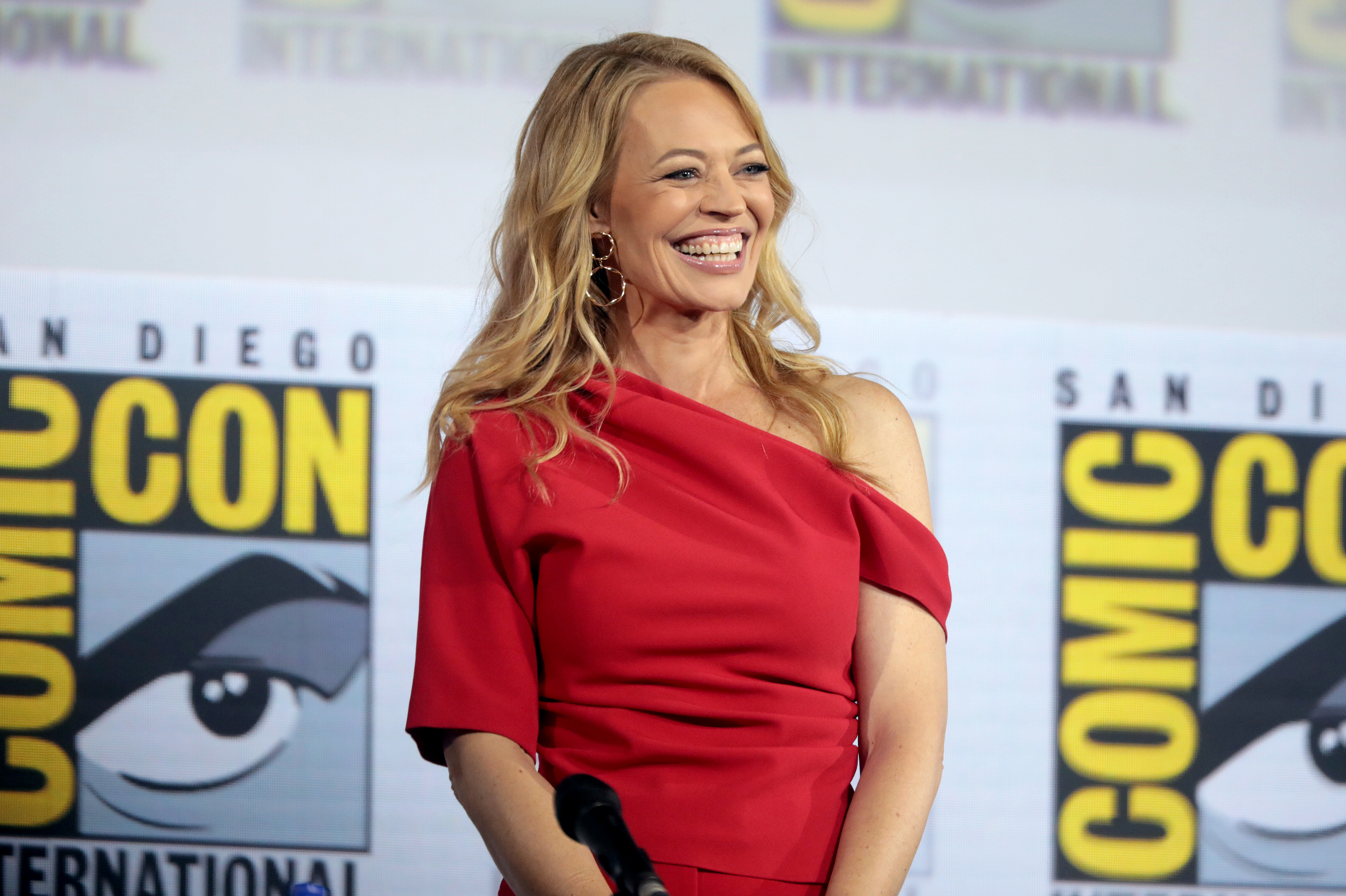
Jeri Ryan va ser seleccionada com a Set de Nou, unint-se al repartiment principal de la sèrie.

La crítica a Entertainment Weekly va elogiar l'actuació de Kate Mulgrew a la primera part de "L'escorpí", dient que el personatge "silenciosament desesperat" "afegeix un nucli emocional de vital importància a la següent guerra estel·lar". A més, va afegir que ser una capitana de nau espacial afegia una sensació de "soledat" única al personatge entre la sèrie Star Trek, ja que la tripulació no estava "vinculada a homes".
The Hollywood Reporter va classificar "L'escorpí" va classificar "L'escorpí" com el quart millor episodi de tots els Star Trek:Voyager el 2016. I el van classificar en el lloc 37 dels 100 millors episodis de televisió de Star Trek en aquell moment. El 2017, Den of Geek va classificar el parell d'episodis de "L'escorpí" entre els 50 millors episodis de la franquícia Star Trek en general. El 2015, SyFy el va situar entre els deu millors episodis de la sèrie Star Trek: Voyager.El 2012, es va situar entre els 5 millors episodis de la sèrie. El 2017, Netflix va anunciar que "L'escorpí" era un dels sis episodis de Star Trek: Voyager entre els deu episodis de franquícia Star Trek més revisionats del seu servei de streaming, basat en dades des que la franquícia es va afegir a Netflix el 2011.
Screen Rant va qualificar la bionau Espècie 8472 com la nau espacial més mortal de l'univers de ciència-ficció de Star Trek el 2015, destacant la seva destrucció de quinze cubs Borg, així com el treball amb altres bionaus per crear un feix combinat més potent capaç de destruir un exoplaneta. El 2012, Den of Geek va incloure això com una menció honorífica per la seva classificació dels deu millors episodis de Star Trek: Voyager.
El 2016, Empire va classificar aquest com el 14è millor dels 50 millors episodis de tots els més de 700 episodis de televisió de Star Trek.
El 2018, Comic Book Resources va qualificar "L'escorpí" com el vuitè millor arc argumental multiepisodi de tots els Star Trek.
El 2019, Nerdist va suggerir veure aquest episodi de dues parts com a part d'una guia de visionat abreujada amb els enfrontaments de l'USS Voyager amb els Borg. IGN va recomenar "L'escorpí, Part II" com un episodi per veure abans de Star Trek: Picard.
El 2020, SyFy Wire va classificar la parella d'episodis de L’escorpí com el setè millor episodi de Star Trek: Voyager, el consideren com el punt d'inflexió ple d'acció "per a la sèrie i la franquícia" amb la introducció de Set de Nou, molts cubs Borg i l'Espècie 8472.
El 2020, Space.com i Reactor van recomanar veure aquests episodis com a fons per a la temporada d'estrena recentment estrenada de Star Trek: Picard.
El 2020, The Digital Fix va dir que "L’escorpí" era el millor episodi de la temporada 3 de la sèrie.
El 2020, Screen Rant va dir que "L'escorpí, Part II" era el tercer millor episodi i "L'escorpí, Part I" el segon millor episodi de Star Trek: Voyager, basant-se en unes qualificacions de IMDB de 8,9 sobre 10 i 9 sobre 10, respectivament.
El 2022, SyFy Wire va incloure "L'escorpí" com un dels 12 episodis "essencials" Set de Nou de la franquícia units per l'episodi immediatament següent, "El regal".

## Llançament
"L'escorpí, Part I" es va publicar en DVD el 6 de juliol de 2004 com a part de Star Trek Voyager: Complete Third Season, amb àudio Dolby 5.1 surround. El DVD de la temporada 3 es va publicar al Regne Unit el 6 de setembre de 2004.
El 2017, la sèrie de televisió completa Star Trek: Voyager es va publicar en una caixa recopilatòria de DVD, que incloïa les parts I i II.
"L'escorpí" es va incloure com a part de la col·lecció de DVD Star Trek: Fan Collective – Borg, publicada el 7 de març de 2006.
"L'escorpí, Part II" es va emetre en streaming gratuïtament el 5 d'abril de 2021 com a part de l'esdeveniment First Contact Day a Startrek.com, juntament amb diversos altres episodis i taules rodones amb actors de Star Trek.